# Gottfried Fischborn

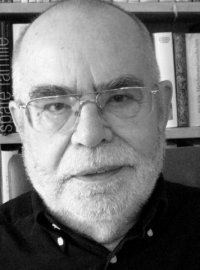
Gottfried Fischborn (2013)

Gottfried Fischborn (* 17. März 1936 in Marienberg; † 23. März 2020 in Wiesbaden) war ein deutscher Literatur- und Theaterwissenschaftler.

## Leben und Schaffen
Gottfried Fischborn wuchs in Oschatz auf und besuchte dort die Oberschule. Er war nach seinem Studium der Theaterwissenschaft (1955–1959) zunächst als Schauspieldramaturg am Meininger Theater tätig. Seit 1961 arbeitete er als wissenschaftlicher Mitarbeiter, von 1970 an als Dozent und von 1977 bis 1992 als Professor an der Theaterhochschule „Hans Otto“ Leipzig. Zeitweilig war er auch als Prorektor sowie als Fachrichtungsleiter Theaterwissenschaft tätig. Von 1992 bis 2002 lehrte Fischborn an der Universität Leipzig; von 1998 bis 2000 war er außerdem Gastdozent und zuletzt Gastprofessor im Bereich Szenisches Schreiben und Theatertheorie am Deutschen Literaturinstitut Leipzig.
Fischborn arbeitete im Grenzbereich von Literatur- und Theaterwissenschaft. Seine Forschungsinteressen lagen vorwiegend im Bereich der theaterwissenschaftlich gesehenen Dramengeschichte, der Theorie des Dramas sowie der Theatralitätsforschung. In den 1970er und 1980er Jahren trat er in der DDR auch mit literarischen Veröffentlichungen (Stücke, Hörspiele, Essayistik) hervor. Als Erster im deutschen Sprachraum bot Gottfried Fischborn von April 2001 bis Ende Oktober 2017 Online-Fernkurse zum Szenischen Schreiben an, die von Workshops begleitet wurden, welche er gemeinsam mit Dagmar Borrmann leitete.
Fischborn starb im März 2020, wenige Tage nach seinem 84. Geburtstag, in Wiesbaden.

## Publikationen (Auswahl)
- Gegenwartsstoff, Geschichtlichkeit und dramatische Struktur. In: Rolf Rohmer (Hrsg.): Schriften zur Theaterwissenschaft. Band 5: Dramaturgie und Geschichtlichkeit. Henschelverlag, Berlin 1973, DNB 760098085, S. 275–472.
- Stückeschreiben – Claus Hammel, Heiner Müller, Armin Stolper. Akademie-Verlag, Berlin 1981, DNB 810655187.
- Künstlerische Subjektivität und Aneignung der Wirklichkeit im Drama : Studien zur dramatischen Gattung in d. entwickelten sozialist. Gesellschaft d. DDR im Zusammenhang mit d. produktiven Tätigkeit dramatischer Autoren, Diss. B (Habilitationsschrift) Leipzig 1977, DNBH 77b/6467
- The Drama of the German Democratic Republic since Brecht – An Outline. In: Modern Drama, Volume 23, Number 4/January 1981, 1981:University of Toronto, ISSN 0026-7694
- Gottfried Fischborn, Peter Hacks: Fröhliche Resignation – Interview, Briefe, Aufsätze, Texte. Eulenspiegel Verlag, Berlin 2007, ISBN 978-3-359-01684-7.
- (Hrsg.) Alfred Matusche: Dramen. Verlag André Thiele, Mainz am Rhein 2009, ISBN 978-3-940884-08-4.
- (Hrsg.) Das Lied seines Weges – Festschrift für den Dichter Alfred Matusche (1909-1973). Verlag André Thiele, Mainz am Rhein 2009, ISBN 978-3-940884-07-7.
- Politische Kultur und Theatralität – Aufsätze, Essays, Publizistik. Peter Lang, Frankfurt am Main / Berlin / Bern / Bruxelles / New York / Oxford / Wien 2012, ISBN 978-3-631-63251-2.
- Peter Hacks und Heiner Müller. Essay. Verlag André Thiele, Mainz am Rhein 2012, ISBN 978-3-940884-72-5.
- Vorkommen.Vor kommen / Ein Jahr Lebenszeit, Schkeuditzer Buchverlag, Schkeuditz 2016, ISBN 978-3-943931-04-4
- Die Narbe / Ein Ossi im Westen: Chronik eines Jahres, verlag am park bei edition ost, Berlin 2018, ISBN 978-3-947094-28-8
- Frieder. Ein Anfang. Roman. Rediroma-Verlag 2021, ISBN 978-3-98527-280-8